# Antonee Robinson
Antonee Robinson (Milton Keynes, 8 agosto 1997) è un calciatore statunitense con cittadinanza inglese, difensore del Fulham e della nazionale statunitense.

## Biografia
Nato in Inghilterra a Milton Keynes da padre statunitense, possiede il passaporto inglese.

## Caratteristiche tecniche
È un terzino sinistro che dispone di notevole resistenza e forza fisica. Mancino di piede, tra le sue doti spiccano velocità, buone capacità di interdizione, intensità, tackle, senso della posizione. Nel Bolton aveva un ruolo da terzino difensivo, dove ha migliorato questo aspetto, nonostante abbia difficoltà a difendere. Nel Wigan agiva da terzino sinistro fluidificante facendo notare attitudine negli inserimenti senza palla tra le linee avversarie di centrocampo agendo da mediano aggiunto nelle fasi di non possesso. Questo gli ha permesso di migliorare nella fase offensiva.

## Carriera

### Club
Cresciuto nelle giovanili dell'Everton, non ha mai trovato spazio in prima squadra (anche a causa di alcuni infortuni), e nel 2017 è stato ceduto in prestito fino a gennaio al Bolton. Viste le buone prestazioni fornite il 5 gennaio 2018 il prestito viene esteso fino alla fine della stagione.
Il 3 agosto 2018 viene ceduto nuovamente in prestito, questa volta al Wigan, subito dopo avere rinnovato con l'Everton per altri tre anni; al termine di una buona stagione con i Latics, viene riscattato dal club il 15 luglio 2019. A gennaio del 2020, durante il calciomercato invernale, sarebbe dovuto passare in prestito al Milan, tuttavia, un problema cardiaco riscontrato durante le visite mediche ne impedisce il trasferimento. Nel giugno del 2020, dopo ulteriori esami medici e un intervento chirurgico, ottiene il permesso dei medici per tornare a giocare.
Alla fine della stagione, a seguito della retrocessione in League One dei Latics, il 20 agosto 2020 viene acquistato dal Fulham neopromosso in Premier League.

### Nazionale
Eleggibile sia per l'Inghilterra che per gli Stati Uniti, ha optato per rappresentare quest'ultima.
Dopo avere giocato con la selezione Under-18 nel 2014 (in occasione di una partita contro la Germania) ed essere stato convocato dall'Under-20 (senza venire impiegato), nel marzo 2018 riceve la prima convocazione dalla nazionale maggiore; il debutto arriva due mesi dopo il 28 maggio stesso nell'amichevole vinta 3-0 contro la Bolivia, dove lui ha disputato tutti i 90 minuti.
L'8 settembre 2021 realizza la sua prima rete in nazionale in occasione del successo per 1-4 in trasferta contro l'Honduras nelle qualificazioni ai Mondiali 2022.

## Statistiche

### Presenze e reti nei club
Statistiche aggiornate al 5 gennaio 2025.
| Stagione        | Squadra         | Campionato      | Campionato | Campionato | Coppe nazionali | Coppe nazionali | Coppe nazionali | Coppe continentali | Coppe continentali | Coppe continentali | Altre coppe | Altre coppe | Altre coppe | Totale | Totale | Totale |
| Stagione        | Squadra         | Comp            | Pres       | Reti       | Comp            | Pres            | Reti            | Comp               | Pres               | Reti               | Comp        | Pres        | Reti        | Pres   | Reti   |        |
| --------------- | --------------- | --------------- | ---------- | ---------- | --------------- | --------------- | --------------- | ------------------ | ------------------ | ------------------ | ----------- | ----------- | ----------- | ------ | ------ | ------ |
| 2017-2018       | Bolton          | FLC             | 30         | 0          | FACup+CdL       | 1+3             | 0+0             | -                  | -                  | -                  | -           | -           | -           | 34     | 0      |        |
| 2018-2019       | Wigan           | FLC             | 26         | 0          | FACup+CdL       | 0+0             | 0+0             | -                  | -                  | -                  | -           | -           | -           | 26     | 0      |        |
| 2019-2020       | Wigan           | FLC             | 38         | 1          | FACup+CdL       | 1+0             | 0+0             | -                  | -                  | -                  | -           | -           | -           | 39     | 1      |        |
| Totale Wigan    | Totale Wigan    | Totale Wigan    | 64         | 1          |                 | 1               | 0               |                    | -                  | -                  |             | -           | -           | 65     | 1      |        |
| 2020-2021       | Fulham          | PL              | 28         | 0          | FACup+CdL       | 1+3             | 0+0             | -                  | -                  | -                  | -           | -           | -           | 32     | 0      |        |
| 2021-2022       | Fulham          | FLC             | 36         | 2          | FACup+CdL       | 0+1             | 0+1             | -                  | -                  | -                  | -           | -           | -           | 37     | 3      |        |
| 2022-2023       | Fulham          | PL              | 35         | 0          | FACup+CdL       | 3+0             | 0+0             | -                  | -                  | -                  | -           | -           | -           | 38     | 0      |        |
| 2023-2024       | Fulham          | PL              | 37         | 0          | FACup+CdL       | 2+5             | 0+0             | -                  | -                  | -                  | -           | -           | -           | 44     | 0      |        |
| 2024-2025       | Fulham          | PL              | 20         | 0          | FACup+CdL       | 0+0             | 0+0             | -                  | -                  | -                  | -           | -           | -           | 20     | 0      |        |
| Totale Fulham   | Totale Fulham   | Totale Fulham   | 156        | 2          |                 | 15              | 1               |                    | -                  | -                  |             | -           | -           | 171    | 3      |        |
| Totale carriera | Totale carriera | Totale carriera | 250        | 3          |                 | 20              | 1               |                    | -                  | -                  |             | -           | -           | 270    | 4      |        |

### Cronologia presenze e reti in nazionale
| Cronologia completa delle presenze e delle reti in nazionale ― Stati Uniti | Cronologia completa delle presenze e delle reti in nazionale ― Stati Uniti | Cronologia completa delle presenze e delle reti in nazionale ― Stati Uniti | Cronologia completa delle presenze e delle reti in nazionale ― Stati Uniti | Cronologia completa delle presenze e delle reti in nazionale ― Stati Uniti | Cronologia completa delle presenze e delle reti in nazionale ― Stati Uniti | Cronologia completa delle presenze e delle reti in nazionale ― Stati Uniti | Cronologia completa delle presenze e delle reti in nazionale ― Stati Uniti |
| Data                                                                       | Città                                                                      | In casa                                                                    | Risultato                                                                  | Ospiti                                                                     | Competizione                                                               | Reti                                                                       | Note                                                                       |
| -------------------------------------------------------------------------- | -------------------------------------------------------------------------- | -------------------------------------------------------------------------- | -------------------------------------------------------------------------- | -------------------------------------------------------------------------- | -------------------------------------------------------------------------- | -------------------------------------------------------------------------- | -------------------------------------------------------------------------- |
| 28-5-2018                                                                  | Chester                                                                    | Stati Uniti                                                                | 3 – 0                                                                      | Bolivia                                                                    | Amichevole                                                                 | -                                                                          |                                                                            |
| 9-6-2018                                                                   | Lione                                                                      | Francia                                                                    | 1 – 1                                                                      | Stati Uniti                                                                | Amichevole                                                                 | -                                                                          | 82’                                                                        |
| 8-9-2018                                                                   | East Rutherford                                                            | Stati Uniti                                                                | 0 – 2                                                                      | Brasile                                                                    | Amichevole                                                                 | -                                                                          |                                                                            |
| 12-9-2018                                                                  | Nashville                                                                  | Stati Uniti                                                                | 1 – 0                                                                      | Messico                                                                    | Amichevole                                                                 | -                                                                          | 56’                                                                        |
| 12-10-2018                                                                 | Tampa                                                                      | Stati Uniti                                                                | 2 – 4                                                                      | Colombia                                                                   | Amichevole                                                                 | -                                                                          | 35’ 76’                                                                    |
| 17-10-2018                                                                 | East Hartford                                                              | Stati Uniti                                                                | 1 – 1                                                                      | Perù                                                                       | Amichevole                                                                 | -                                                                          | 90+2’                                                                      |
| 6-6-2019                                                                   | Washington                                                                 | Stati Uniti                                                                | 0 – 1                                                                      | Giamaica                                                                   | Amichevole                                                                 | -                                                                          | 80’                                                                        |
| 12-11-2020                                                                 | Cardiff                                                                    | Galles                                                                     | 0 – 0                                                                      | Stati Uniti                                                                | Amichevole                                                                 | -                                                                          |                                                                            |
| 25-3-2021                                                                  | Wiener Neustadt                                                            | Stati Uniti                                                                | 4 – 1                                                                      | Giamaica                                                                   | Amichevole                                                                 | -                                                                          | 67’                                                                        |
| 28-3-2021                                                                  | Belfast                                                                    | Irlanda del Nord                                                           | 1 – 2                                                                      | Stati Uniti                                                                | Amichevole                                                                 | -                                                                          |                                                                            |
| 4-6-2021                                                                   | Denver                                                                     | Stati Uniti                                                                | 1 – 0                                                                      | Honduras                                                                   | CONCACAF Nations League 2019-2020 - Semifinale                             | -                                                                          | 77’                                                                        |
| 9-6-2021                                                                   | Sandy                                                                      | Stati Uniti                                                                | 4 – 0                                                                      | Costa Rica                                                                 | Amichevole                                                                 | -                                                                          | 82’                                                                        |
| 2-9-2021                                                                   | San Salvador                                                               | El Salvador                                                                | 0 – 0                                                                      | Stati Uniti                                                                | Qual. Mondiali 2022                                                        | -                                                                          | 64’                                                                        |
| 5-9-2021                                                                   | Nashville                                                                  | Stati Uniti                                                                | 1 – 1                                                                      | Canada                                                                     | Qual. Mondiali 2022                                                        | -                                                                          |                                                                            |
| 8-9-2021                                                                   | San Pedro Sula                                                             | Honduras                                                                   | 1 – 4                                                                      | Stati Uniti                                                                | Qual. Mondiali 2022                                                        | 1                                                                          | 46’                                                                        |
| 7-10-2021                                                                  | Austin                                                                     | Stati Uniti                                                                | 2 – 0                                                                      | Giamaica                                                                   | Qual. Mondiali 2022                                                        | -                                                                          |                                                                            |
| 13-10-2021                                                                 | Columbus                                                                   | Stati Uniti                                                                | 2 – 1                                                                      | Costa Rica                                                                 | Qual. Mondiali 2022                                                        | -                                                                          |                                                                            |
| 12-11-2021                                                                 | Cincinnati                                                                 | Stati Uniti                                                                | 2 – 0                                                                      | Messico                                                                    | Qual. Mondiali 2022                                                        | -                                                                          |                                                                            |
| 16-11-2021                                                                 | Kingston                                                                   | Giamaica                                                                   | 1 – 1                                                                      | Stati Uniti                                                                | Qual. Mondiali 2022                                                        | -                                                                          |                                                                            |
| 27-1-2022                                                                  | Columbus                                                                   | Stati Uniti                                                                | 1 – 0                                                                      | El Salvador                                                                | Qual. Mondiali 2022                                                        | 1                                                                          |                                                                            |
| 30-1-2022                                                                  | Hamilton                                                                   | Canada                                                                     | 2 – 0                                                                      | Stati Uniti                                                                | Qual. Mondiali 2022                                                        | -                                                                          |                                                                            |
| 2-2-2022                                                                   | Saint Paul                                                                 | Stati Uniti                                                                | 3 – 0                                                                      | Honduras                                                                   | Qual. Mondiali 2022                                                        | -                                                                          |                                                                            |
| 24-3-2022                                                                  | Città del Messico                                                          | Messico                                                                    | 0 – 0                                                                      | Stati Uniti                                                                | Qual. Mondiali 2022                                                        | -                                                                          |                                                                            |
| 27-3-2022                                                                  | Orlando                                                                    | Stati Uniti                                                                | 5 – 1                                                                      | Panama                                                                     | Qual. Mondiali 2022                                                        | -                                                                          |                                                                            |
| 30-3-2022                                                                  | San José                                                                   | Costa Rica                                                                 | 2 – 0                                                                      | Stati Uniti                                                                | Qual. Mondiali 2022                                                        | -                                                                          |                                                                            |
| 2-6-2022                                                                   | Cincinnati                                                                 | Stati Uniti                                                                | 3 – 0                                                                      | Marocco                                                                    | Amichevole                                                                 | -                                                                          | 46’                                                                        |
| 5-6-2022                                                                   | Kansas City                                                                | Stati Uniti                                                                | 0 – 0                                                                      | Uruguay                                                                    | Amichevole                                                                 | -                                                                          | 62’                                                                        |
| 11-6-2022                                                                  | Austin                                                                     | Stati Uniti                                                                | 5 – 0                                                                      | Grenada                                                                    | CONCACAF Nations League 2022-2023 - 1º turno                               | -                                                                          | 60’                                                                        |
| 14-6-2022                                                                  | San Salvador                                                               | El Salvador                                                                | 1 – 1                                                                      | Stati Uniti                                                                | CONCACAF Nations League 2022-2023 - 1º turno                               | -                                                                          |                                                                            |
| 21-11-2022                                                                 | Al Rayyan                                                                  | Stati Uniti                                                                | 1 – 1                                                                      | Galles                                                                     | Mondiali 2022 - 1º turno                                                   | -                                                                          |                                                                            |
| 25-11-2022                                                                 | Al Khawr                                                                   | Inghilterra                                                                | 0 – 0                                                                      | Stati Uniti                                                                | Mondiali 2022 - 1º turno                                                   | -                                                                          |                                                                            |
| 29-11-2022                                                                 | Doha                                                                       | Iran                                                                       | 0 – 1                                                                      | Stati Uniti                                                                | Mondiali 2022 - 1º turno                                                   | -                                                                          |                                                                            |
| 3-12-2022                                                                  | Al Rayyan                                                                  | Paesi Bassi                                                                | 3 – 1                                                                      | Stati Uniti                                                                | Mondiali 2022 - Ottavi di finale                                           | -                                                                          | 90+2’                                                                      |
| 27-3-2023                                                                  | Orlando                                                                    | Stati Uniti                                                                | 1 – 0                                                                      | El Salvador                                                                | CONCACAF Nations League 2022-2023 - 1º turno                               | -                                                                          |                                                                            |
| 15-6-2023                                                                  | Paradise                                                                   | Stati Uniti                                                                | 3 – 0                                                                      | Messico                                                                    | CONCACAF Nations League 2022-2023 - Semifinale                             | -                                                                          | 60’                                                                        |
| 18-6-2023                                                                  | Paradise                                                                   | Canada                                                                     | 0 – 2                                                                      | Stati Uniti                                                                | CONCACAF Nations League 2022-2023 - Finale                                 | -                                                                          |                                                                            |
| 9-9-2023                                                                   | Saint Louis                                                                | Stati Uniti                                                                | 3 – 0                                                                      | Uzbekistan                                                                 | Amichevole                                                                 | -                                                                          | 81’                                                                        |
| 16-11-2023                                                                 | Austin                                                                     | Stati Uniti                                                                | 3 – 0                                                                      | Trinidad e Tobago                                                          | CONCACAF Nations League 2023-2024 - Quarti di finale                       | 1                                                                          |                                                                            |
| 21-11-2023                                                                 | Port of Spain                                                              | Trinidad e Tobago                                                          | 2 – 1                                                                      | Stati Uniti                                                                | CONCACAF Nations League 2023-2024 - Quarti di finale                       | 1                                                                          |                                                                            |
| 21-3-2024                                                                  | Arlington                                                                  | Stati Uniti                                                                | 3 – 1 dts                                                                  | Giamaica                                                                   | CONCACAF Nations League 2023-2024 - Semifinale                             | -                                                                          |                                                                            |
| 25-3-2024                                                                  | Arlington                                                                  | Stati Uniti                                                                | 2 – 0                                                                      | Messico                                                                    | CONCACAF Nations League 2023-2024 - Finale                                 | -                                                                          |                                                                            |
| 8-6-2024                                                                   | Landover                                                                   | Stati Uniti                                                                | 1 – 5                                                                      | Colombia                                                                   | Amichevole                                                                 | -                                                                          |                                                                            |
| 12-6-2024                                                                  | Orlando                                                                    | Stati Uniti                                                                | 1 – 1                                                                      | Brasile                                                                    | Amichevole                                                                 | -                                                                          |                                                                            |
| 23-6-2024                                                                  | Arlington                                                                  | Stati Uniti                                                                | 2 – 0                                                                      | Bolivia                                                                    | Coppa America 2024 - 1º turno                                              | -                                                                          |                                                                            |
| 27-6-2024                                                                  | Atlanta                                                                    | Panama                                                                     | 2 – 1                                                                      | Stati Uniti                                                                | Coppa America 2024 - 1º turno                                              | -                                                                          | 33’                                                                        |
| 1-7-2024                                                                   | Kansas City                                                                | Stati Uniti                                                                | 0 – 1                                                                      | Uruguay                                                                    | Coppa America 2024 - 1º turno                                              | -                                                                          |                                                                            |
| 12-10-2024                                                                 | Austin                                                                     | Stati Uniti                                                                | 2 – 0                                                                      | Panama                                                                     | Amichevole                                                                 | -                                                                          | 67’                                                                        |
| 15-10-2024                                                                 | Guadalajara                                                                | Messico                                                                    | 2 – 0                                                                      | Stati Uniti                                                                | Amichevole                                                                 | -                                                                          | 46’                                                                        |
| 14-11-2024                                                                 | Kingston                                                                   | Giamaica                                                                   | 0 – 1                                                                      | Stati Uniti                                                                | CONCACAF Nations League 2024-2025 - Quarti di finale                       | -                                                                          | 69’                                                                        |
| 18-11-2024                                                                 | Saint Louis                                                                | Stati Uniti                                                                | 4 – 2                                                                      | Giamaica                                                                   | CONCACAF Nations League 2024-2025 - Quarti di finale                       | -                                                                          |                                                                            |
| Totale                                                                     |                                                                            | Presenze                                                                   | 50                                                                         |                                                                            | Reti                                                                       | 4                                                                          |                                                                            |

## Palmarès

### Club

#### Competizioni nazionali
- Campionato inglese di seconda divisione: 1

Fulham: 2021-2022

### Nazionale
- CONCACAF Nations League: 3

2019-2020, 2022-2023, 2023-2024

### Individuale
- U.S. Soccer Athlete of the Year: 1

Premio maschile: 2024